# Słowacja na Zimowych Igrzyskach Paraolimpijskich 2006
Reprezentacja Słowacji na Zimowych Igrzyskach Paraolimpijskich 2006 liczyła 17 sportowców.

## Reprezentanci Słowacji

### Narciarstwo alpejskie
- Iveta Chlebakova
- Daniel Cintula
- Radomir Dudas
- Robert Durcan
- Henrieta Farkasova
- Martin France
- Miroslav Haraus
- Norbert Holik
- Slava Janasova
- Stefan Kopcik
- Jakub Krako
- Martin Krivos
- Marek Kubacka
- Petra Smarzova
- Peter Sutor

### Narciarstwo klasyczne
- Marian Balaz
- Vladimir Gajdiciar

## Medale

### Złote medale
brak

### Srebrne medale
Narciarstwo alpejskie
14 marca: Radomir Dudas, supergigant mężczyzn niewidomych

### Brązowe medale
Narciarstwo alpejskie
11 marca: Iveta Chlebáková, zjazd kobiet stojąc